# Razorblade Romance
Razorblade Romance è il secondo album degli HIM, pubblicato il 24 gennaio 2000 e prodotto da John Fryer. È distribuito dalla BMG e tutte le canzoni sono state composte da Ville Valo.
Esistono diverse versioni di questo album che includono la nuova versione di Your Sweet 666 e di Wicked Game, oppure la canzone One Last Time.

## Tracce
Tutte le tracce sono scritte da Ville Valo.
1. I Love You (Prelude to Tragedy) – 3:09
2. Poison Girl – 3:51
3. Join Me in Death – 3:36
4. Right Here in My Arms – 4:03
5. Gone with the Sin – 4:22
6. Razorblade Kiss – 4:18
7. Bury Me Deep Inside Your Heart – 4:16
8. Heaven Tonight – 3:18
9. Death Is in Love With Us – 2:58
10. Resurrection – 3:39
11. One Last Time – 5:10

Versione britannica
1. Your Sweet 666 – 3:58
2. Poison Girl – 3:51
3. Join Me in Death – 3:36
4. Right Here in My Arms – 4:03
5. Bury Me Deep Inside Your Heart – 4:15
6. Wicked Game – 4:04
7. I Love You – 3:09
8. Gone with the Sin – 4:21
9. Razorblade Kiss – 4:18
10. Resurrection – 3:39
11. Death Is in Love With Us – 2:57
12. Heaven Tonight – 3:18

Versione statunitense
1. Your Sweet 666 – 3:56
2. Poison Girl – 3:51
3. Join Me in Death – 3:36
4. Right Here in My Arms – 4:00
5. Bury Me Deep Inside Your Heart – 4:15
6. Wicked Game – 4:04
7. I Love You – 3:09
8. Gone with the Sin – 4:21
9. Razorblade Kiss – 4:18
10. Resurrection – 3:39
11. Death Is in Love with Us – 2:57
12. Heaven Tonight – 3:18
13. Sigillum Diaboli – 3:53
14. One Last Time – 5:08

Edizione limitata 2 dischi
1. Your Sweet 666 – 3:56
2. Poison Girl – 3:51
3. Join Me in Death – 3:36
4. Right Here in My Arms – 4:00
5. Bury Me Deep Inside Your Heart – 4:15
6. Wicked Game – 4:04
7. I Love You – 3:09
8. Gone with the Sin – 4:21
9. Razorblade Kiss – 4:18
10. Resurrection – 3:39
11. Death Is in Love with Us – 2:57
12. Heaven Tonight – 3:18
13. Sigillum Diaboli – 3:53

Bonus Disc (Live tracks)
1. Right Here in My Arms (Live) – 5:39
2. Your Sweet 666 (Live) – 4:15
3. Poison Girl (Live) – 3:45
4. Death Is in Love With Us (Live) – 3:01
5. Wicked Game (Live) – 6:24
6. Join Me in Death (Live) – 6:25

HER version (edizione a tiratura limitate in sole 1000 copie)
1. Your Sweet 666 – 3:56
2. Poison Girl – 3:51
3. Join Me in Death – 3:36
4. Right Here in My Arms – 4:00
5. Bury Me Deep Inside Your Heart – 4:15
6. Wicked Game – 4:04
7. I Love You – 3:09
8. Gone with the Sin – 4:21
9. Razorblade Kiss – 4:18
10. Resurrection – 3:39
11. Death Is in Love with Us – 2:57
12. Heaven Tonight – 3:18
13. Sigillum Diaboli – 3:53
14. The 9th Circle (OLT) – 5:09
15. One Last Time – 5:08

### B-sides
1. "Too Happy to Be Alive" – 6:00 (Unreleased demo - 1998)
2. "I've Crossed Oceans of Wine to Find You" – 4:39 (Limited edition Right Here in My Arms Maxi Single)
3. "Join Me" (13th Floor Mix) – 3:39 (Join Me in Death international release single)
4. "Rebel Yell" (live) – 5:12 (Join Me in Death single)
5. "Gone With the Sin" (O.D. Version) - 4:58 (Gone with the Sin single)
6. "It's All Tears" (Re-Recorded Version - 1999) - 4:30 (Found on the United Kingdom version of And Love Said No: The Greatest Hits 1997-2004)
7. "For You" (Acoustic Version) - 4:08 (Gone with the Sin single)
8. "The Heartless (Space Jazz Dubmen Mix)" - 3:58 (Right Here in My Arms Maxi Single)
9. "It's All Tears (Unplugged)" – 3:48 (Join Me in Death single)
10. "Dark Sekret Love" – 5:17 (originally from 666 Ways to Love: Prologue, German Limited Edition bonus track/Join Me Maxi Single)
11. "Sigillum Diaboli" – 3:53 Originally from 666 Ways to Love: Prologue, Titolo 'Stigmata Diaboli'. (German Digipak/Canadian iTunes Bonus Track)
12. "The 9th Circle (OLT)" - 5:11(German Digipak/Canadian iTunes Bonus Track)

## Formazione
- Ville Valo – voce
- Lily Lazer – chitarra
- Migé Amour – basso
- Gas Lipstick – batteria
- Juska Salminen – tastiera